# ノース (アルバム)
ノース(North)は、2003年に発表されたエルヴィス・コステロのアルバム。

## 収録曲
1. ユー・レフト・ミー・イン・ザ・ダーク - You Left Me in the Dark
2. サムワン・トゥック・ザ・ワーズ・アウェイ - Someone Took the Words Away
3. ホエン・ディド・アイ・ストップ・ドリーミング？ - When Did I Stop Dreaming?
4. ユー・ターンド・トゥ・ミー - You Turned To Me
5. フォールン - Fallen
6. ホエン・イット・シングズ - When it Sings
7. スティル - Still
8. レット・ミー・テル・ユー・アバウト・ハー - Let Me tell You About her
9. キャン・ユー・ビー・トゥルー？ - Can You Be True ?
10. ホエン・グリーン・アイズ・ターン・ブルー - When Green Eyes Turn Blue
11. アイム・イン・ザ・ムード・アゲイン - I'm In the MOOD Again
12. インペイシェンス - impatience
13. トゥー・ブルー - Too Blue